# Manvel (North Dakota)
Manvel is een plaats (city) in de Amerikaanse staat North Dakota, en valt bestuurlijk gezien onder Grand Forks County.

## Demografie
Bij de volkstelling in 2000 werd het aantal inwoners vastgesteld op 370.
In 2006 is het aantal inwoners door het United States Census Bureau geschat op 331, een daling van 39 (-10,5%).

## Geografie
Volgens het United States Census Bureau beslaat de plaats een oppervlakte van
0,8 km², geheel bestaande uit land. Manvel ligt op ongeveer 250 m boven zeeniveau.

## Plaatsen in de nabije omgeving
De onderstaande figuur toont nabijgelegen plaatsen in een straal van 20 km rond Manvel.